# أل جاردين
أل جاردين (بالإنجليزية: Al Jardine)‏ هو عازف بيانو ومغن مؤلف ومغني ومنتج أسطوانات وموسيقي وعازف قيثارة أمريكي، ولد في 3 سبتمبر 1942 في ليما في الولايات المتحدة.

## وصلات خارجية
- الموقع الرسمي
- أل جاردين على موقع IMDb (الإنجليزية)
- أل جاردين على موقع الموسوعة البريطانية (الإنجليزية)
- أل جاردين على موقع روتن توميتوز (الإنجليزية)
- أل جاردين على موقع ميوزك برينز (الإنجليزية)
- أل جاردين على موقع رولينغ ستون (الإنجليزية)
- أل جاردين على موقع إن إن دي بي (الإنجليزية)
- أل جاردين على موقع أول ميوزيك (الإنجليزية)
- أل جاردين على موقع ديسكوغز (الإنجليزية)
- أل جاردين على موقع قاعدة بيانات الفيلم (الإنجليزية)